# Pheidologeton mayri
Pheidologeton mayri är en myrart som beskrevs av Santschi 1928. Pheidologeton mayri ingår i släktet Pheidologeton och familjen myror. Inga underarter finns listade i Catalogue of Life.